# Тоні Лопес
Тоні Лопес (англ. Tony Lopez; 24 лютого 1963, Сакраменто) — американський професійний боксер, чемпіон світу за версіями IBF (1988—1989, 1990—1991) у другій напівлегкій і WBA (1992—1993) у легкій вазі. 

## Професіональна кар'єра
23 липня 1988 року, маючи рекорд 30-1, вийшов на бій проти чемпіона світу за версією IBF у другій напівлегкій вазі Роккі Локриджа (США) і здобув перемогу одностайним рішенням. В наступних боях переміг Джона Джон Моліна (Пуерто-Рико), в реванші — Роккі Локриджа і Тайрона Джексона (США). 7 жовтня 1989 року вдруге вийшов на бій проти Джона Джон Моліна і програв технічним нокаутом в десятому раунді. Здобувши одну перемогу, 20 травня 1990 року Тоні Лопес втретє вийшов на бій проти Джона Джон Моліна і, здобувши перемогу розділеним рішенням, повернув собі звання чемпіона.
22 вересня 1990 року провів успішний захист, здобувши перемогу над чемпіоном світу IBF у напівлегкій вазі Хорхе Паєсом (Мексика). 15 березня 1991 року вийшов на об'єднавчий бій проти чемпіона світу  WBA у другій напівлегкій вазі Браяна Мітчелла (ПАР). Поєдинок завершився нічиєю, і суперники залишилися зі своїми титулами.
13 вересня 1991 року вдруге зустрівся в бою з Браяном Мітчелом, який на той час відмовився від титулу WBA, і зазнав поразки одностайним рішенням.
Перейшовши до наступної категорії, 24 жовтня 1992 року завдав поразки технічним нокаутом в одинадцятому раунді чемпіону WBA у легкій вазі Джоуї Гамашу (США).
12 лютого 1993 року зустрівся в бою з Дінгааном Тобела (ПАР) і здобув перемогу одностайним рішенням. 26 червня 1993 року суперники провели другий бій, і перемогу святкував південноафриканець, відібравши титул чемпіона WBA.
10 грудня 1994 року вийшов на бій проти чемпіона WBC у першій напівсередній вазі Хуліо Сезар Чавеса (Мексика) і програв технічним нокаутом у десятому раунді.